# Megalastrum martinicense
Megalastrum martinicense är en träjonväxtart som först beskrevs av Kurt Sprengel, och fick sitt nu gällande namn av R. C. Moran, J.Prado och Labiak. Megalastrum martinicense ingår i släktet Megalastrum och familjen Dryopteridaceae. Inga underarter finns listade.